# James Isham Gilbert
James Isham Gilbert (16 juillet 1823 - 9 février 1884) est un généra de l'Union au cours de la guerre de Sécession. Il sert avec distinction sur la théâtre occidental de la guerre en tant que commandant d'un régiment et d'une brigade.

## Avant la guerre
James Gilbert naît à Louisville, Kentucky le 16 juillet 1823. Avec ses parents et alors qu'il est enfant, Il part s'installer en Illinois, puis au Wisconsin où il suit sa scolarité à Prairie du Chien. Il travaille comme bûcheron, négociant indien et garçon d'écurie. Il s'installe finalement dans l'Iowa, en 1851, où il aide à fonder la ville de Lansing. Il y exerce une activité de pension pour chevaux et y réside jusqu'à son enrôlement dans l'armée de l'Union.

## Guerre de Sécession

### Little Rock & Meridian
Gilbert rejoint l'armée des volontaires, plus tardivement que beaucoup de ses contemporains, s'enrôlant en octobre 1862. Néanmoins, il est nommé colonel du 27th Iowa Infantry le 3 octobre 1862. Le régiment de Gilbert participe à l'expédition de Little Rock de Frederick Steele mais n'est pas impliqué dans les combats. Il est affecté à un service de garnison, en Arkansas, puis est transféré dans le Mississippi, où son régiment est affecté à la division d'Andrew J. Smith dans le XVIe corps pendant l'expédition de Meridian.

### Red River & Tupelo
Gilbert et un détachement du XVIe corps (connu comme l'aile droite du XVIe corps commandé par Smith) sont transférés dans le département du golfe, sous les ordres de Nathaniel P. Banks pendant la campagne de la Red River. Gilbert gagne une recommandation de son commandant de brigade, le colonel William T. Shaw, pour sa performance lors des batailles de fort De Russy et de Pleasant Hill. À Pleasant Hill, Gilbert est blessé à la main droite.
En juin 1864 Gilbert assume le commandement de la deuxième brigade de la troisième division du XVIe corps et la dirige à la bataille de Tupelo. Brièvement, il renonce au commandement de la brigade à la fin de septembre, mais reprend son commandement pour prendre part à la poursuite de Sterling Price par A. J. Smith à travers le Missouri.

### Nashville & Mobile
Le 5 décembre 1864, Gilbert est transféré au commandement de la deuxième brigade de la deuxième division du détachement de Smith de l'armée du Tennessee (anciennement XVIe corps) à la bataille de Nashville,. Là, la brigade de Gilbert prend part à l'assaut de l'Union contre Shy's Hill, le deuxième jour de la bataille. Sa performance lors de cette bataille lui vaut une recommandation pour une promotion. Le 9 février 1865, Gilbert est promu brigadier général des volontaires des États-Unis. Le corps de Smith corps est officiellement désigné à nouveau comme le XVIe corps et transféré dans l'armée du Mississippi occidental d'Edward Canby à l'extérieur de Mobile, en Alabama. Gilbert continue au commandement de sa brigade et prend part à la bataille de fort Blakely. Pour son service lors de la campagne Mobile, il est breveté major général des volontaires des États-Unis avec effet rétroactif au 26 mars 1865. Gilbert quitte le service actif des volontaires le 24 août 1865.

## Après la guerre
Après la guerre, Gilbert revient en Iowa, et continue sa carrière en tant que bûcheron. Pendant un temps, il va au Colorado en tant que mineur sans succès, puis s'installe au Kansas pour devenir président de la Topeka Coal Economizing Company qu'il préside jusqu'à sa mort. 
Le général Gilbert meurt le 9 février 1884 à Topeka d'une attaque cardiaque, au Kansas. Il est enterré, aux côtés de sa femme, dans le cimetière d'Aspen Grove à Burlington.